# Eois ocultata
Eois ocultata là một loài bướm đêm trong họ Geometridae.